# Один в один!
«Один в один!» — шоу перевтілень, російська версія міжнародного формату «Your Face Sounds Familiar» (іспанська оригінал: «Tu cara me suena») компанії «Endemol» . Учасники програми приміряють на себе образи відомих музикантів і співаків акторів минулого і сьогодення, і вживу виконують на сцені їх пісні, намагаючись зробити це максимально схоже на оригінал.
Перший сезон був показаний на Першому каналі c 3 березня по 26 травня 2013 року по неділях в 18 00. З 21 червня по 30 серпня 2013 року по п'ятницях в 19 50 і 8 січня 2014 року всі випуски за один день програму повторювали на прохання телеглядачів.
Другий сезон проєкту дебютував в ефірі Росія-1 і Росія HD 2 березня 2014 года, третій сезон — 8 лютого 2015 року. Учасників було раніше 10, правила проєкту також залишилися без змін.
6 лютого 2016 року у телеканалах Росія-1 і Росія HD відбулася прем'єра чётвертого сезону під назвою «Битва сезонів», в якому взяли участь деякі конкурсанти попередніх трьох сезонів програми. У новому сезоні правила зазнали деяких змін: кількість основних учасників скорочено до 9, а десятим конкурсантом виступає запрошений екс-учасник проєкту.
На «Першому каналі» програму замінили аналогічним проєктом під назвою «Точь-в-точь», але зі зміненими правилами.
Ведучі першого сезону — Олександр Олешко і Нонна Гришаєва. Ведучі всіх наступних сезонів — Ігор Верник та Юлія Ковальчук.
Виробник — компанія «Вайт Медіа».

## Історія
Шоу «Один в один!» Виходило на Першому каналі з 3 березня по 26 травня 2013 року, ставши однією з найпопулярніших програм на російському телебаченні. Майже три місяці показали 16 випусків тривалістю три години кожен. Вели програму Олександр Олешко і Нонна Гришаєва. За результатами глядацького голосування переміг співак Олексій Чумаков.
Виробником «Один в один!» Виступала і продовжує виступати компанія «Вайт Медіа» продюсера Тимура Вайнштейна.
Шоу закінчилося з часткою аудиторії вище 30 відсотків, але не дивлячись на це, нового контракту у Першого каналу з «Вайт Медіа» не було, а Вайнштейн отримав пропозицію від ВГТРК перенести програму на канал «Росія-1». Як повідомляє «Лента.ру», ціна, запропонована «Вайт Медіа» на «Росії-1», істотно перевищувала суму, яку платив виробнику Перший канал: вартість одного випуску «Один в один!» На Першому обходилася в 500 тисяч доларів, а на каналі «Росія-1» Тимуру Вайнштейну запропонували мільйон доларів за випуск, при тому, що їх буде 18.

У лютому 2014 року Перший канал запустив проморолик нового шоу «Точь-в-точь». Ролик іронізував над переходом «Один в один!» До конкурентам:
«Можна не мати ніяких переваг — ні яскравої зовнішності, ні природного артистизму, ні чарівного голосу, але думати, що все виходить один в один»
http://www.1tv.ru/videoarchive/73628
Про формат нового шоу не говорилося нічого, і навіть імена учасників трималися в секреті. Ролики з фрагментами першого випуску з'явилися тільки за день до прем'єри.
Шоу «Точь-в-точь» вперше вийшло в ефір 2 березня 2014 року, в той же час на каналі «Росія-1» стартував другий сезон «Один в один!». В результаті частка проєкту «Первого канала» випередила частку конкурента майже в два рази. Обидва шоу держканали зіштовхнули лобами в ефірній сітці, поставили з різницею в годину і фактично змусили глядачів вибирати щось одне. В результаті глядачі в переважній більшості проголосували за прем'єру на «Першому». Телекритики відзначили, що уровнь виступів і якість гриму на двох проєктах практично не відрізнялися, а шоу Першого каналу виграло в основному завдяки членам журі, за якими було цікавіше спостерігати, ніж за їхніми колегами на «Росії-1».
Після переходу шоу «Один в один!» На канал «Росія-1» члени журі Геннадій Хазанов і Любов Казарновська заявили, що залишаться на Першому каналі, і будуть брати участь в новому проєкті цього каналу. Також, на «Першому» залишилися педагоги з вокалу та акторської майстерності, які працювали з конкурсантами першого сезону «Один в один!», І ведучий Олександр Олешко.
Після закінчення першого сезону шоу «Точнісінько в точку», іспанська компанія «Gestmusic Endemol» і її російський представник ЗАТ «Вайт Медіа» вирішили подати позов на «Перший канал» в Арбітражний суд Москви за незаконне використання формату шоу. Позивачі вимагають визнати, що «Точнісінько в точку» копіює оригінальний формат «Your Face Sounds Familiar», проданий каналу «Росія 1», і заборонити в подальшому здійснювати виробництво подібних шоу без дозволу «Endemol».
У жовтні 2014 року в ЗМІ з'явилася інформація про те, що «Перший канал» виграв справу. Представник телеканалу повідомив, що «російським законодавством не передбачено такого об'єкт, що охороняється авторського права, як формат, а охоронювані елементи (логотип і музична заставка) не використовувалися каналом». Представники компанії «Вайт Медіа» заявили, що залишилися незадоволені цим рішенням суду і мають намір опротестувати його.
На початку лютого 2015 року сайт «Першого каналу» оголосив про другий сезон проєкту. Перший випуск був показаний 15 лютого. У вересні того ж року вийшов третій сезон шоу, вперше в телесезоні осінь-зима.
У травні 2015 року з'явилася інформація про те, що творці шоу «Один в один!» Знову подали позов проти Першого каналу. На їхню думку, копіювання формату при виробництві і трансляції аналогічного шоу «Точнісінько в точку» є не законним.
У липні 2015 року Верховний суд РФ розглянув позов до Першого каналу від іспанської компанії Gestmusic Endemol і компанії «Вайт Медіа». На думку заявників, в проєкті використовуються «практично всі ключові елементи» формату, включаючи «образи журі». Позивачі також заявили, що, згідно з даними опитування, телеглядачі сприймають ці дві програми як одну і ту ж, але під різними назвами. Тепер заявники вимагали заборонити до показу шоу «Точь-в-точь», а також здійснювати виробництво будь-якої іншої аудіовізуальної продукції на основі належного Endemol формату . Потім Верховний суд подав до суду позов про заборону шоу «Один в один!». Причиною позову стало копіювання формату «Your face sounds familiar».
У листопаді 2015 року з'явилася інформація про те, що Верховний суд Москви не зміг заборонити шоу «Точь-в-точь». На думку суду, скарги позивачів були досліджені нижчими судами, в них немає вагомих підстав для перегляду справи в касаційній інстанції.

## Формат
У шоу «Один в один!» Учасники зображують відомих музикантів і співаків акторів минулого і сьогодення, і вживу виконують на сцені їх пісні, намагаючись зробити це максимально схоже на оригінал.
У проєкті двоє ведучих, один веде шоу і представляє учасників, а його соведущая бере у них інтерв'ю перед виходом на сцену. Однак з другого сезону обидва провідних беруть участь в обговоренні номерів учасників і фіналі програми. Під час інтерв'ю показують зйомки з репетицій по вокалу і з акторської майстерності. У проєкті члени журі оцінюють учасників за системою, схожою на систему «Євробачення», і це відбувається тільки після того, як всі учасники виступили.
В кінці випуску кожен з учасників вибирає одного суперника, з яким він або вона хоче присудити додаткові 5 балів. Після цього ведучі оголошують переможця програми, для оголошення номера на біс.
Також присутня кнопка, яка готує нові образи учасникам на наступну програму, а самі учасники вибирають їх. У фіналі провідні за підсумками глядацького голосування оголошують тих, хто займає 1, 2, 3, 4 і 5 місце, відкриваючи 5 конвертів. У 1-2 сезонах фінал проходив у прямому ефірі. Телеглядачі визначали переможця шляхом СМС-голосування.

## Заставка
На початку демонструється заставка компанії «Вайт Медіа», що виробляє шоу.
Заставка самої програми виглядає так: показується сцена, потім з'являється кільце з 3-х великих кіл, а також 13 кіл, що оточують циліндр з ліній («уособлюють» ліфт). Напис «Один в один!» З'являється на тлі кільця в білому і помаранчевому (або золотистому) кольорах.

## Час виходу в ефір
- З 3 березня по 26 травня 2013 року шоу виходило на Першому каналі.
- З 3 березня по 26 травня 2013 року — по неділях о 18:00 (фінал виходив на годину пізніше).
- С 2 березня 2014 по теперішній час шоу виходить на каналі «Росія-1».
- С 2 березня по 15 червня 2014 року — по неділях о 17:00 (фінал виходив на півгодини раніше)
- З 8 лютого до 31 травня 2015 року — по неділях в 15: 00/17: 00 з лютого по березень в 15 00 потім в 17 00.

З 6 лютого по 28 травня 2016 року — по суботах о 17:00.

## Учасники

### Перший сезон
- Саті Казанова
- Олексій Кортнєв
- Євген Кунгуров
- Сергій Пєнкін
- Єва Польна
- Тимур Родрігез
- Юлія Савічева
- Анастасія Стоцька
- Аніта Цой
- Олексій Чумаков

### Другий сезон
- Дмитро Бикбаєв
- Віталій Гогунський
- Надія Грановська
- Теона Дольнікова
- Вадим Козаченко
- Денис Клявер
- Юлія Началова†
- Юлія Паршута
- Іраклій Пірцхалава
- Олена Свиридова

### Третій сезон
- Анжеліка Агурбаш
- Руслан Алехно
- Евеліна Бльоданс
- Марина Кравець
- Микита Малінін
- Олександр Рибак
- Світлана Свєтікова
- Марк Тишман
- Батирхан Шукенов†
- Шура

### Четвертий сезон (Битва Сезонів)
- Олексій Чумаков (переможець 1 сезону)
- Віталій Гогунський (переможець 2 сезону)
- Руслан Алехно (переможець 3 сезону)
- Анастасія Стоцька (фіналіст 1 сезону)
- Вадим Козаченко (фіналіст 2 сезону)
- Юлія Паршута (фіналістка 2 сезону)
- Світлана Свєтікова (фіналіст 3 сезону)
- Анжеліка Агурбаш (фіналіст 3 сезону)
- Сергій Пєнкін (учасник 1 сезону)

## Команда
- Марина Полтєва-педагог з вокалу (1 сезон)
- Даніла Дунаєв-педагог з акторської майстерності (1 сезон)
- Наталля Єфіменко-педагог з вокалу (2-4 сезони)
- Ельдар Лебедів-педагог з акторської майстерності (2 сезон)
- Сергій "Мігель" Шестеперов-хореограф (1-4 сезони), педагог з акторської майстерності (3 сезон, 1 и 2 випуски)
- Анастасія Собачкина-педагог з акторської майстерності (3-4 сезони)
- Інна Олейник-педагог з вокалу (4 сезон, 1 и 2 випуски)
- Режисери:Сергій "Мігель" Шестеперов, Олег Бондарчук
- Продюсери:Тимур Вайнштейн (1-3 сезони),Юлія Сумачева (4 сезон)

## Випуски
Основна стаття:Список випусків "Один в один!"

## Загальні підсумки шоу
За три сезони проєкту, в ньому брали участь:
- 8 учасників проєкту «Фабрика зірок» (Саті Казанова, Юлія Савічева, Дмитро Бікбаєв, Юлія Паршута, Іраклі Пірцхалава, Микита Малінін, Світлана Свєтікова, Марк Тішман);
- 4 учасники міжнародного конкурсу пісні «Євробачення» (Юлія Савічева, Анжеліка Агурбаш, Руслан Алехно та Олександр Рибак);
- 2 учасники проєкту «Народний артист» (Олексій Чумаков і Руслан Алехно);
- 1 учасник проєкту «Голос Росії» (Євген Кунгуров);
- 2 учасники шоу перевтілень «ШоумаSтгоуон» (Тимур Родрігез і Надія Грановська);
- 1 учасник пародійного шоу «Повтори!» (Марк Тішман);
- 1 учасниця телепроєкту «Універсальний артист» (Теона Дольнікова).
- У шоу зобразили більше 200 різних образів.
- Найпопулярнішою піснею в шоу є «I Wanna Be Loved by You» Мерилін Монро. Вона була виконана 4 рази (Саті Казанова, 1 сезон; Теона Дольнікова, 2 сезон — фрагмент; Евеліна Бльоданс, 3 сезон; Мілана Гогунського, 4 сезон).

Інші пісні, виконані більш ніж один раз
- Найпопулярнішим образом у шоу є Алла Пугачова. Вона була зображена 8 разів (Стоцька, Савічева, Цой — 1 сезон; Началова, Паршута, Галкін — 2 сезон; Агурбаш — 3 і 4 сезони). Також по 6 раз зображували Людмилу Гурченко (Родрігез, Савічева — 1 сезон; Грановська — 2 сезон; Гришаєва, Бльоданс — 3 сезон; Агурбаш — 4 сезон) і Філіпа Кіркорова (Стоцька, Чумаков — 1 сезон; Клявер, Паршута, Казаченко — 2 сезон; Алехно — 3 сезон). За 5 разів показували Діму Білана (Казанова — 1 і 4 сезони; Бікбаєв — 2 сезон; Рибак — 3 сезон; Алехно — 4 сезон), Володимира Преснякова (Пєнкін — 1 сезон, Клявер — 2 сезон, МакSим — дайджест 2 сезона, Тішман — 3 сезон, Агурбаш — 4 сезон), Ріанну (Казанова — 1 сезон, Паршута — 2 і 4 сезони, Кравець — 3 сезон, Стоцька — 4 сезон) і Григорія Лепса (Пєнкін — 1 сезон, Бікбаєв, Гогунський і Клявер — 2 сезон, Стоцька — 4 сезон).
- В образ Олександра Сєрова перевтілювалися усі три переможця перших трьох сезонів: Олексій Чумаков (1 сезон), Віталій Гогунський (2 сезон), Руслан Алехно (3 сезон).
- Образ, показаний одним і тим же учасником частіше за інших (в декількох сезонах, без урахування повторів в спецвипуску 2-го сезону) — Фредді Меркьюрі: його показував Віталій Гогунський в другому, третьому (поза конкурсом) і четвертому сезонах.
- Образи Гаріка Сукачова, Земфіри, Філіпа Кіркорова, Андрія Миронова, Валерія Меладзе, Людмили Гурченко і Джеймса Брауна принесли учасникам перемогу відразу в двох сезонах: Сукачов — Олексію Кортневу в першому і Вадиму Казаченко в другому, Земфіра — Юлії Паршуті в другому і Марині Кравець в третьому, Кіркоров — Олексію Чумакову в першому і Руслану Алехно в третьому, Миронов — Руслану Алехно в третьому і четвертому, Меладзе — Єві Польной в першому і Юлії Паршуті в четвертому, Гурченко — Тимуру Родрігезу в першому і Анжеліці Агурбаш в четвертому, Браун — Тимуру Родрігезу в першому і Руслану Алехно в четвертому.
- Одному з учасників випадала честь зобразити одного з членів журі, виступаючи прямо перед ним:
- У першому сезоні — Аніта Цой в образі Любові Казарновської.
- У другому — Юлія Началова в образі Алли Пугачової, Дмитро Бікбаєв в образі Миколи Баскова, Денис Клявер, Юлія Паршута і Вадим Казаченко в образі Філіпа Кіркорова, Олена Свиридова в образі Лайми Вайкуле, Віталій Гогунський в образі Максима Галкіна і Теона Дольникова в образі Ігоря Корнелюка .
- У четвертому сезоні — Вадим Казаченко в образі Лариси Доліної.
- Деякі учасники зображували своїх «колег»:
- У першому сезоні Тимур Родрігез виступив в образі Сергія Пєнкіна.
- У другому Юлія Паршута зображувала Дениса Клявер, Віталій Гогунський — Вадима Казаченко, а Надія Грановська — Альону Свиридову. Крім того, Віталій Гогунський зобразив Шуру, а Денис Клявер зобразив Батира Шукенова, які згодом стали учасниками третього сезону.
- У третьому сезоні Руслан Алехно виступив в образі Олександра Рибака, який, в свою чергу, зобразив Шуру. Також учасники приміряли образи конкурсантів першого сезону: Руслан Алехно зобразив Олексія Чумакова (переможця сезону), а Марина Кравець — Єву Польну.
- У четвертому сезоні Анастасія Стоцька зобразила учасника третього сезону — Шуру, а Олексій Чумаков — колег по четвертому сезону Вадима Казаченко (2 сезон) і Сергія Пєнкіна (1 сезон).
- З учасників шоу частіше всіх зображували Шуру (Гогунський — 2 сезон, Рибак — 3 сезон, Стоцька — 4 сезон). Крім того, сам Шура був присутній на перевтіленні в себе як гість (2 і 4 сезони) і учасник (3 сезон). Також у ролі учасників на обох перевтіленнях у себе присутні Вадим Казаченко (Гогунський — 2 сезон і Чумаков — 4 сезон) і Сергій Пєнкін (Родрігез — 1 сезон і Чумаков — 4 сезон).
- Найчастіше перемагали учасники, що виходять сьомими — 8 разів, і 10-ми — 11 разів.
- Максим Галкін повинен був бути членом журі ще в першому сезоні, але незадовго до зйомок першого випуску відмовився від участі. Його замінив Юхим Шифрін, який після першого випуску також відмовився від участі.
- У півфіналі другого сезону, коли Дмитро Бікбаєв в образі Сергія Звєрєва отримав від журі максимальні 48 балів, Ігор Верник зробив помилкове оголошення: «Вперше, за всю історію нашого шоу, учасник отримує вищий бал від журі». Однак, ведучий не врахував перший сезон, в якому 48 балів від журі отримував Олексій Чумаков, в образі Олександра Сєрова, а також Сергій Пєнкін в образі Елтона Джона.
- За всю історію «Один в один!» Жоден з учасників не залишав проєкт до фіналу, проте є випадки, коли конкурсанти не змогли взяти участь у випусках шоу внаслідок хвороби або навіть смерті.
- Після 9-го випуску першого сезону Аніта Цой потрапила до лікарні з найсильнішою алергією. Багато хто думав, що в результаті хвороби Аніті доведеться покинути проєкт, проте цього не сталося — співачка благополучно виступила у всіх залишилися випусках, включно з фіналом .
- Під час третього сезону, не дійшовши до фіналу, помер від інфаркту один з учасників — Батирхан Шукенов .
- Віталій Гогунський не зміг взяти участь в 9-му випуску четвертого сезону, так як напередодні ефіру потрапив до лікарні, а Олексій Чумаков через хворобу не зміг приїхати на ефір спеціального 14-го випуску.
- Всі гості новорічного випуску (ефір від 30 грудня 2015 року), крім Марини Кравець, стали основними або запрошеними учасниками «Битви сезонів». Анастасія Стоцька та Надія Грановська не брали участі в зйомці новорічного випуску, але обидві з'явилися в четвертому сезоні як основна і запрошена учасниці відповідно.
- Олексій Чумаков, Юлія Ковальчук і Лариса Доліна, так чи інакше, взяли участь у всіх чотирьох сезонах шоу. Лариса Долина була запрошеним членом журі в перших трьох сезонах і основним в четвертому. Олексій Чумаков був учасником першого і четвертого сезонів, членом журі другого сезону і гостем третього. Юлія Ковальчук брала участь у позаконкурсний номері в фіналі першого сезону (в образі солістки «Бурановских бабусь»), а в наступних сезонах стала ведучою проєкту.
- Гостями шоу двічі були Нюша і Юрій Антонов (обидва в перших двох сезонах), Шура (2 і 4 сезони) і Сосо Павліашвілі (3 і 4 сезони)
- Цікаво, що образи всього декількох артистів, які були в різних сезонах основними учасниками (без урахування гостей) в конкуруючому проєкті «Точь-в-точь», були показані в шоу «Один в один!»: Ая, Тетяна Буланова, Вітас, Поліна Гагаріна, Максим Галкін і Таїсія Повалій. У свою чергу, в «Точнісінько в точку» також були представлені образи п'яти основних учасників «Один в один!»: Сергій Пєнкін, Єва Польна, Юлія Савічева, Олена Свиридова і Шура.
- У двох сезонах вигравали відразу 2 людини за випуск, отримавши однакову кількість балів від журі та колег: Олексій Чумаков та Тимур Родрігез — в першому сезоні і Микита Малінін і Світлана Святкові — в третьому. Крім того, всі чотири учасники отримали один і той же максимальний бал за випуск — 45 балів.
- Тільки в четвертому сезоні команда членів журі (Стоянов, Долина, Кеосаян, Артем'єва) була присутня у всіх випусках без заміни.

## «Один в один!» та «Евробачення»
Образи
- «Мумій Троль» (Росія, 2001, 1, 2 і 4 сезони)
- Філіп Кіркоров (Росія, 1995, 1, 2 и 3 сезони)
- Селін Діон (Швейцарія, 1988 ,1, 2 и 4 сезони)
- Діма Билан (Росія, 2006 и 2008, 1 , 2 ,3 и 4 сезони)
- Алла Пугачова (Росія 1997 , 1 ,2 ,3 и 4 сезони)
- «Бурановські бабусі» (Росія, 2012 ,1 сезон)
- «Baccara» (Люксембург , 1978 ,1 и 2 сезони)
- Поліна Гагаріна (Росія, 2015, 2 сезон)
- Хуліо Іглесіас (Іспанія, 1970, 2 сезон)
- Патрісія Каас (Франція, 2009, 2 сезон)
- Алсу (Росія, 2000., 2 сезон)
- Лорін (Швеція, 2012 2 і 4 сезони)
- Бонні Тайлер (Велика Британія, 2013, 2 і 4 сезони)
- Аль Бано і Роміна Пауер (Італія, 1976 і 1985, 2 сезон)
- Рікардо Фольї (Італія, 1983, 2 сезон)
- Кончіта Вурст (Австрія, 2014 року, 2 і 3 сезони)
- Тото Кутуньо (Італія, 1990, 3 і 4 сезони)
- Лара Фабіан (Люксембург, 1988, 3 сезон)
- Олександр Рибак (Норвегія, 2009 3 сезон)
- «Serebro» (Росія, 2007, 3 сезон)
- Сергій Лазарєв (Росія, 2016, 3 і 4 сезони)
- «Тату» (Росія, 2003 4 сезон)
- Монс Сельмерлёв (Швеція, 2015, 4 сезон)
- Єлена Папарізу (Греція, 2005, 4 сезон)
- Енгельберт Хампердінк (Велика Британія, 2012 ,4 сезон)
- Марія Шерифович (Сербія, 2007, 4 сезон)
- Руслана Лижичко (України, 2004, 4 сезон)
- Ані Лорак (Україна, 2008, 2 сезон)

Крім того, 14-й випуск четвертого сезону («Битва сезонів») був цілком присвячений Євробаченню. Образи з цього випуску також перераховані в цьому розділі.